# Submarino clase Olympics
La clase Olympics es una clase de submarinos chinos. El primer submarino fue visible en un video el 8 de febrero de 2022 en las redes sociales chinas. El nombre oficial de la clase no se conoce, pero el apodo clase Olympics, que se le puso, se refiere a que el video del submarino se hizo público durante los Juegos Olímpicos de Invierno de 2022 en Pekín. El submarino fue filmado en el río Yangtze en las aguas abajo de Wuhan, donde se encuentran dos astilleros de submarinos.
La longitud del submarino se estima en el rango de 40 a 50 metros (131 pies y 3 pulgadas a 164 pies y 1 pulgada). Es mucho más pequeño que los demás submarinos convencionales que están en servicio.